# 葡萄牙的若昂·曼紐
若昂·曼紐（葡萄牙語：João Manuel，1537年6月3日—1554年1月2日），葡萄牙親王，若昂三世唯一存活的兒子。

## 家庭
1552年，若昂·曼紐與奧地利的喬安娜結婚。約翰娜的父親是若昂·曼紐的舅舅、神聖羅馬皇帝查理五世，母親是若昂·曼紐的姑姑伊莎貝拉。若昂·曼紐和約翰娜的獨子是日後的葡萄牙國王塞巴斯蒂安。